# Уравнения Лагранжа второго рода
Уравне́ния Лагра́нжа второ́го ро́да — дифференциальные уравнения движения механической системы, получаемые при применении лагранжева формализма.

## Вид уравнений
Если голономная механическая система описывается лагранжианом {\displaystyle L(q_{i},{\dot {q}}_{i},t)} ({\displaystyle q_{i}} — обобщённые координаты, t — время, точкой обозначено дифференцирование по времени) и в системе действуют только потенциальные силы, то уравнения Лагранжа второго рода имеют вид
{\displaystyle {\frac {d}{dt}}\left({\frac {\partial L}{\partial {\dot {q}}_{i}}}\right)-{\frac {\partial L}{\partial q_{i}}}=0},
где i = 1, 2, … n (n — число степеней свободы механической системы). Лагранжиан представляет собой разность кинетической и потенциальной энергий системы.
При наличии и потенциальных ({\displaystyle Q_{i}^{p}}), и непотенциальных ({\displaystyle Q_{i}^{n}}) обобщённых сил появляется правая часть:
{\displaystyle {\frac {d}{dt}}\left({\frac {\partial L}{\partial {\dot {q}}_{i}}}\right)-{\frac {\partial L}{\partial q_{i}}}=Q_{i}^{n}}.
К непотенциальным силам относится, например, сила трения. При этом можно перезаписать уравнения Лагранжа второго рода в несколько иной форме:
{\displaystyle {\frac {d}{dt}}\left({\frac {\partial T}{\partial {\dot {q}}_{i}}}\right)-{\frac {\partial T}{\partial q_{i}}}=Q_{i}},
где {\displaystyle T(q_{i},{\dot {q}}_{i},t)} — кинетическая энергия системы, {\displaystyle Q_{i}^{p}+Q_{i}^{n}=Q_{i}} — обобщённая сила.

## Вывод уравнений
Уравнения Лагранжа в механике получаются из законов динамики Эйлера (баланса количества движения и момента количества движения) при определённых ограничениях на систему: в ней должны присутствовать лишь идеальные голономные связи. Это частный, хотя и очень важный случай механических систем. Для других случаев получаются модификации уравнений Лагранжа.
Если для рассматриваемой системы актуален принцип наименьшего действия (ему подчиняются далеко не все физические системы), вывод можно провести иначе. В лагранжевой механике вывод уравнений осуществляется на основе данного принципа, гласящего, что действительные движения выделяются из всех мыслимых тем условием, что функционал
{\displaystyle S=\int _{t_{1}}^{t_{2}}L(q_{i},{\dot {q}}_{i},t)dt},
называемый действием, принимает экстремальное (для достаточно малых {\displaystyle t_{2}-t_{1}} — минимальное) значение на траектории действительного движения системы ({\displaystyle t_{1}} и {\displaystyle t_{2}} — начальный и конечный моменты времени). Применяя к функционалу действия стандартную схему оптимизации, получим для него уравнения Лагранжа — Эйлера, которые и называются уравнениями Лагранжа второго рода для механической системы. Ниже дан вывод уравнения для системы с одной обобщённой координатой и скоростью.
Будем считать, что вариация на границах равна нулю:
{\displaystyle \delta q(t_{1})=\delta q(t_{2})=0}.
Изменение действия при переходе из состояния {\displaystyle t_{1}} в {\displaystyle t_{2}} есть
{\displaystyle \delta S=\int _{t_{1}}^{t_{2}}L(q+\delta q,{\dot {q}}+\delta {\dot {q}},t)dt-\int _{t_{1}}^{t_{2}}L(q,{\dot {q}},t)dt}.
Разлагая эту разность по степеням, получим:
{\displaystyle \delta S=\delta \int _{t_{1}}^{t_{2}}L(q,{\dot {q}},t)dt}.
Варьируя это выражение, получаем:
{\displaystyle \int _{t_{1}}^{t_{2}}\left({\frac {\partial L}{\partial q}}\delta q+{\frac {\partial L}{\partial {\dot {q}}}}\delta {\dot {q}}\right)dt=0}.
Замечая, что {\displaystyle \delta {\dot {q}}={\frac {d}{dt}}\delta q}, проинтегрируем второй член по частям:
{\displaystyle \delta S={\frac {\partial L}{\partial {\dot {q}}}}\delta q{\Bigl .}{\Bigr |}_{t_{1}}^{t_{2}}+\int _{t_{1}}^{t_{2}}\left({\frac {\partial L}{\partial q}}-{\frac {d}{dt}}{\frac {\partial L}{\partial {\dot {q}}}}\right)\delta qdt=0}.
Первое слагаемое равно нулю исходя из самой первой формулы вывода. Второе слагаемое может быть равно нулю, только если подынтегральное выражение равно нулю. Таким образом, получаем искомое уравнение Лагранжа:
{\displaystyle {\frac {d}{dt}}{\frac {\partial L}{\partial {\dot {q}}}}-{\frac {\partial L}{\partial q}}=0}.